# Кырыккыз
Кырыккыз (каз. Қырыққыз, до 2011 г. — Лесхоз) — упразднённое село в Казыгуртском районе Туркестанской области Казахстана. Входило в состав Алтынтобинского сельского округа. 
Исключено из учётных данных в 2023 году.
Код КАТО — 514033700.

## Население
В 1999 году население села составляло 43 человека (26 мужчин и 17 женщин). По данным переписи 2009 года, в селе проживал 1 мужчина.

## Памятник Кырыккыз
Памятник расположен в 260 км от Туркестана, в Угамской долине на территории Государственного национального природного парка "Сайрам-Угам" есть перевал Кырык кыз (с каз.яз: "Кырык" - сорок, "Кыз" - девушка). Природный памятник  представляет собой каменные статуи, напоминающие очертания сорока девушек. В прошлом скал было сорок. На сегодняшний день осталось всего двадцать — больших и малых, имеющие необычные очертания. Памятник является туристическим объектом. Также, о возникновении памятника существует много легенд.